# Palais de Beiteddine
Le Palais de Beiteddine (arabe : قصر بيت الدين) est un palais du XIXe siècle à Beiteddine au Liban, siège de l'émirat du Mont-Liban sous le règne de Bachir Chehab II. Aujourd'hui il héberge le festival de Beiteddine, le Musée du palais de Beiteddine et la résidence d'été du président de la République libanaise.

## Architecture
D'architecture essentiellement libanaise, construit entre le XVIIIe siècle et XIXe siècle, le palais est divisé en trois sections principales. La première consiste en une large cour (le midan) autrefois utilisée par les cavaliers de l'émir. Sur le côté nord, la cour est bordée par le Madafa, un long bâtiment originellement utilisé pour l'hébergement des hôtes du palais. À l'extrémité du Midan on accède à la seconde, le dar el wousta, les somptueuses salles de réception, ornées de marbre et de boos sculpté. Face à l'entrée de la cour centrale on accède à la troisième, l'harem, la cuisine et les bains. 
Dans le jardin du palais se trouve la tombe de l'Émir Bachir Chehab II.

## Histoire
Le palais a été construit par l'Émir Bachir Chehab II entre 1788 et 1818.
C'était la résidence de l'émir jusqu'en 1840. Le bâtiment a ensuite été employé par les autorités ottomanes comme siège de résidence du gouvernement du Mont-Liban. Plus tard, sous le mandat français après la Première Guerre mondiale, il a été employé pour l’administration locale. La direction générale des antiquités a restauré le palais après que celui-ci fut déclaré un monument historique en 1934. Après l'indépendance en 1943, le palais est devenu la résidence d'été du président de la République libanaise, un musée et le lieu d'un festival.

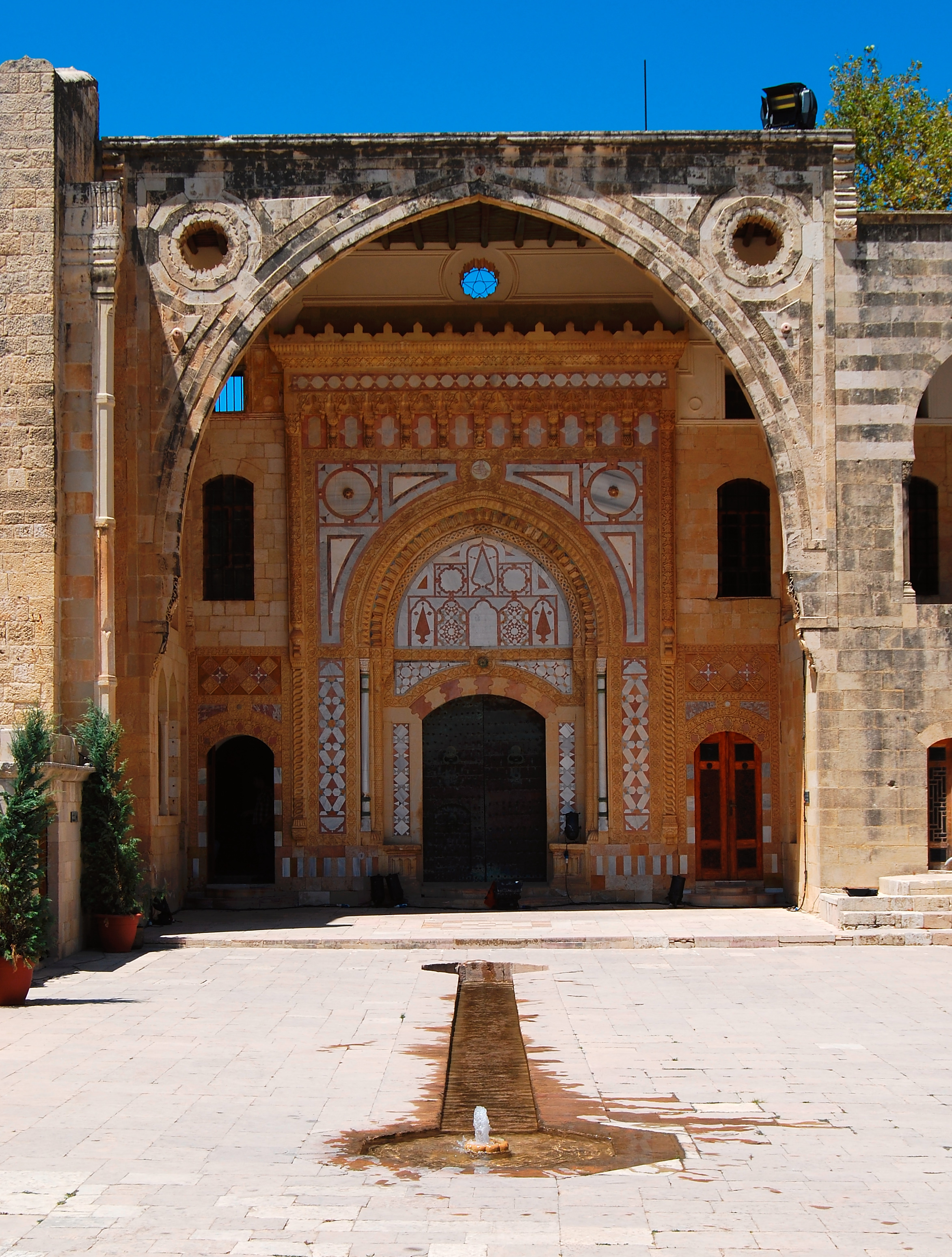
L'entrée principale au palais
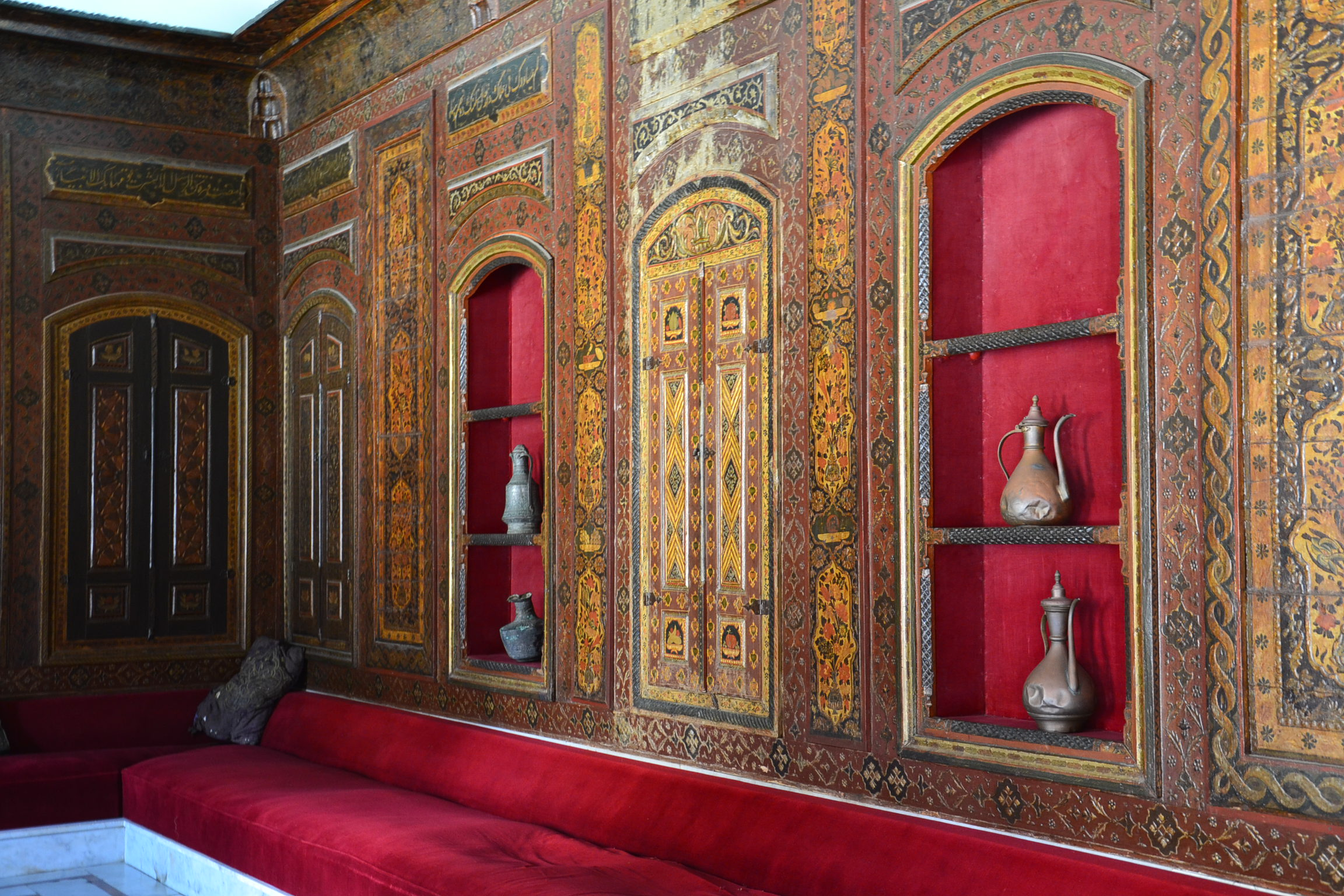
Somptueuses boiseries peintes
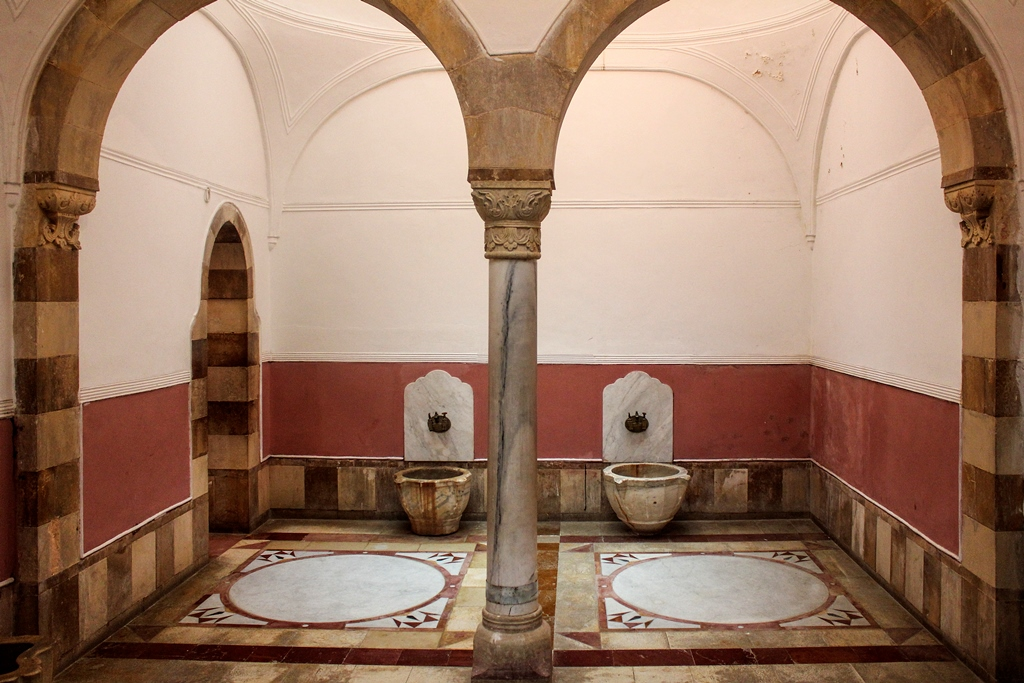
Les bains